# Daphne Gautschi
Daphne Gautschi, née le 9 juillet 2000 à Muri, est une joueuse internationale suisse de handball évoluant au poste de demi-centre.

## Biographie
Daphne Gautschi rejoint le centre de formation du Metz Handball pour la saison 2017-2018 et fait peu après ses débuts en équipe nationale en novembre 2017.
Durant sa première saison, elle fait quelques apparitions en équipe première, notamment en championnat de France et en Ligue des champions. 
Pour la saison 2018-2019, elle profite au mois de mars de l'absence sur blessure des deux habituelles demi-centres, Grâce Zaadi et Méline Nocandy, pour réaliser quelques matches pleins et inscrit notamment huit buts lors de la victoire en quart de finale de coupe de France face à Saint Amand.
Pour la saison 2019-2020, à la suite de la signature de son premier contrat professionnel, elle est prêtée pour une année au club allemand de Bietigheim.

## Palmarès

### En club
compétitions nationales
- championne de France en 2018 et 2019 (avec Metz Handball)
- vainqueur de la coupe de France en 2019[5] (avec Metz Handball)